# Efrem Nowotorski
Efrem Nowotorski – święty mnich prawosławny.

## Życiorys
Według opracowań hagiograficznych pochodził z Węgier. Razem ze swoimi braćmi opuścił rodzinne ziemie i udał się na Ruś Kijowską. Wstąpili w służbę księcia rostowskiego Borysa. W 1015 jeden z braci, Jerzy, został zamordowany razem z księciem Borysem i jego bratem Glebem. Drugi wstąpił do Monasteru Kijowsko-Pieczerskiego i został następnie kanonizowany jako święty mnich Mojżesz Węgrzyn. Trzeci, znany pod imieniem zakonnym Efrem, w momencie śmierci Borysa i Gleba znajdował się najprawdopodobniej w Rostowie. Wstrząśnięty po śmierci brata, porzucił służbę na dworze i udał się na północ, by osiedlić się samotnie nad rzeką Twercą. Wokół zakonnika skupiła się grupa naśladowców, co skłoniło go do założenia w 1038 monasteru Świętych Borysa i Gleba. Z woli wspólnoty został jego pierwszym przełożonym. Zmarł w monasterze po wielu latach życia mniszego. Według hagiografii w jego grobie złożono również głowę jego zamordowanego brata, którą Efrem miał odnaleźć na miejscu jego śmierci.
Translacja relikwii mnicha Efrema miała miejsce w 1572.